# Apterapomecyna rufobrunnea
Apterapomecyna rufobrunnea är en skalbaggsart som beskrevs av Stefan von Breuning 1970. Apterapomecyna rufobrunnea ingår i släktet Apterapomecyna och familjen långhorningar. Inga underarter finns listade i Catalogue of Life.